# Liste der Bodendenkmäler in Waldstetten (Günz)
Auf dieser Seite sind die Bodendenkmäler in dem schwäbischen Markt Waldstetten zusammengestellt. Diese Tabelle ist eine Teilliste der Liste der Bodendenkmäler in Bayern. Grundlage ist die Bayerische Denkmalliste, die auf Basis des Bayerischen Denkmalschutzgesetzes vom 1. Oktober 1973 erstmals erstellt wurde und seither durch das Bayerische Landesamt für Denkmalpflege geführt wird. Die folgenden Angaben ersetzen nicht die rechtsverbindliche Auskunft der Denkmalschutzbehörde.

## Bodendenkmäler
| Art des Bodendenkmals                                                            | Lage                                                       | Entstehungszeit     | Denkmalnummer | Koordinaten                      | Bild |
| -------------------------------------------------------------------------------- | ---------------------------------------------------------- | ------------------- | ------------- | -------------------------------- | ---- |
| Mittelalterlicher Turmhügel und Grabenstück unbekannter Zeitstellung im Luftbild | im Weiler Heubelsburg                                      | Mittelalter         | D-7-7627-0024 | 48° 21′ 10,8″ N, 10° 18′ 35,8″ O |      |
| Siedlungsfunde der römischen Kaiserzeit (Villa Rustica), auch im Luftbild.       | etwa 0,7 km südlich von Waldstetten                        | römische Kaiserzeit | D-7-7627-0025 | 48° 20′ 34,9″ N, 10° 17′ 26,6″ O |      |
| Spolien der römischen Kaiserzeit                                                 | Kapelle St. Jakob in Waldstetten                           | römische Kaiserzeit | D-7-7627-0026 | 48° 20′ 55,5″ N, 10° 17′ 37,3″ O |      |
| Vorgeschichtliches Grabhügelfeld mit 27 Grabhügeln                               | etwa 1,6 km westlich von Waldstetten im Wald               |                     | D-7-7627-0029 | 48° 20′ 47,5″ N, 10° 16′ 19,4″ O |      |
| Vorgeschichtlicher Grabhügel                                                     | etwa 2,5 km westsüdwestlich von Waldstetten im Wald        |                     | D-7-7627-0059 | 48° 20′ 24,7″ N, 10° 15′ 48,6″ O |      |
| Grabhügelgruppe unbekannter Zeitstellung im Luftbild                             | etwa 1,3 km nordöstlich von Waldstetten; Flur Unteren Ried |                     | D-7-7627-0073 | 48° 21′ 34,2″ N, 10° 18′ 2,5″ O  |      |
| Siedlungsspuren unbekannter Zeitstellung im Luftbild                             | etwa 1,7 km südwestlich von Waldstetten; Flur Viehstelle   |                     | D-7-7627-0085 | 48° 20′ 26,5″ N, 10° 16′ 20,4″ O |      |
| Zwei Kreisgräben unbekannter Zeitstellung im Luftbild                            | etwa 1,4 km südwestlich von Waldstetten                    |                     | D-7-7627-0086 | 48° 20′ 24,5″ N, 10° 16′ 49,8″ O |      |